# Priemsnavelaardkruiper
De priemsnavelaardkruiper (Ochetorhynchus ruficaudus) is een zangvogel uit de familie Furnariidae (ovenvogels).

## Verspreiding en leefgebied
Deze soort komt voor van zuidelijk Peru tot centraal Chili en westelijk Argentinië en telt drie ondersoorten:
- O. r. montanus: zuidelijk Peru.
- O. r. famatinae: noordelijk Argentinië.
- O. r. ruficaudus: westelijk Bolivia, noordelijk Chili en noordwestelijk Argentinië.

## Status
De grootte van de populatie is niet gekwantificeerd maar de soort wordt omschreven als vrij algemeen. Op de Rode lijst van de IUCN heeft deze soort de status niet bedreigd.